# 同化宪章
同化宪章是于1961年1月15日在印度尼西亚中爪哇省三宝垄班东安发起的宪章。该宪章由30名土生华人签署，其中包括Goh Tjing Hok、王福涵、郭怀源（郭建義的父亲）、佐科萨马迪奥和刘全道等。这个章程后来成为民族统一辅导机构诞生的开始。
该宪章的本质是强调将华人同化到印度尼西亚这个单一民族的重要性。在新秩序时代，该宪章通过民族团结通讯机构（Bakom-PKB）持续使用和实施。

## 历史
在此宪章之前，10名土生华人签署者于1960年3月24日在雅加达发表了《同化声明》。签署者中的有些人甚至是印度尼西亚国籍协商会的创始人。1961年1月13日至15日，土生华人举行“民族觉醒研讨会”，产生了30人签署的《同化宪章》。

## 纪念
鹰记电视台的脱口秀节目曾纪念《同化宪章》颁布30周年。